# Celbuda
Celbuda – część wsi Szymanowice Duże w Polsce, położona w województwie mazowieckim, w powiecie otwockim, w gminie Sobienie-Jeziory.
W latach 1975–1998 Celbuda administracyjnie należała do województwa siedleckiego.
Nazwa miejscowości pochodzi od „celnej budy”, która stała nad Wisłą, na granicy zaborów austriackiego i pruskiego (w latach 1795–1807) oraz austriackiego i Księstwa Warszawskiego (w latach 1807–1809) – granicę stanowiła Pilica, wpadająca do Wisły vis a vis Celbudy. Zabór austriacki sięgał Pilicy na lewym brzegu Wisły, a Bugu na prawym brzegu Wisły. W 1809 r. po pokoju w Schönbrunnie ziemie te włączono do Księstwa Warszawskiego.
Od nazwy miejscowości wzięła swoją nazwę drużyna piłkarska – Celbudzianka, występująca w Otwockiej Lidze Szóstek Piłkarskich.